# SIGYCOP
Le SIGYCOP est un profil médical permettant de déterminer l'aptitude d'un individu à exercer dans l'armée française,  dans la police nationale française ou chez les sapeurs-pompiers.

## Description
Il est composé de sept profils détaillés, nommés chacun par une lettre de l'acronyme SIGYCOP : 
- S : ceinture scapulaire et membres supérieurs
- I : ceinture pelvienne et membres inférieurs
- G : état général
- Y : yeux et vision
- C : sens chromatique
- O : oreilles et audition
- P : psychisme

Après une visite médicale, le médecin militaire attribue un score chiffré de 1 à 6 (sauf C : de 1 à 5 et P : de 0 à 5) à chacune des sept composantes du SIGYCOP : l’ensemble des sept chiffres représentant le profil médical du candidat. En fonction de celui-ci, ce dernier est déclaré ou non apte au service, le score requis variant suivant les unités. Par exemple, pour se présenter aux unités de nageurs de combats, il faut un score de 1112221. Pour être parachutiste, il faut un score de 2223321.
Une infection au VIH cause un score faible au SIGYCOP. Cela peut engendrer une inaptitude au travail ou au service, et constituer une forme de discrimination à l'embauche. La séropositivité peut également empêcher l'accès à des écoles comme l'école nationale de la magistrature, l'école polytechnique ou Saint-Cyr. En décembre 2022, l'interdiction est levée pour la police. En mai 2023, le gouvernement annonce que la séropositivité au VIH n'engendrerait plus automatiquement une disqualification pour l'armée, la gendarmerie ou les pompiers des villes de Paris et Marseille.

## Historique
Le SIGYCOP remplace l'EVASIFX où chaque lettre correspondait à :
- E : état général
- V : vue
- A : audition
- S : membres supérieurs
- I : membres inférieurs
- F : facultés intellectuelles
- X : stabilité émotionnelle

## Culture populaire
Au sein de la population française, parmi les réfractaires au service militaire, des appelés tentaient de se faire diagnostiquer P4 en jouant les simulateurs atteints de troubles psychiques ou mentaux. Certaines célébrités se vantent d'avoir été exemptées au titre de certains profils, dont notamment l'acteur Michaël Youn qui explique s'être fait passer pour un « fou », obsédé par la moto,.
Sigycop est un film de court-métrage du réalisateur français Ferdinand Canaud en 2014 .